# Lygaeus
Lygaeus is een geslacht van wantsen uit de familie van de bodemwantsen (Lygaeidae). De wetenschappelijke naam werd gepubliceerd in 1794 door Johann Christian Fabricius.

## Soorten
Het geslacht omvat de volgende soorten:

- Lygaeus alboornatus Blanchard, 1852
- Lygaeus analis Dallas, 1852
- Lygaeus argutus Brailovsky, 1982
- Lygaeus arvernus Piton & Theobald, 1935
- Lygaeus ashlocki Brailovsky, 1978
- Lygaeus atavinus Heer, 1853
- Lygaeus bahamensis Barber & Ashlock, 1960
- Lygaeus bettoni Distant, 1901
- Lygaeus buettikeri Hamid & Hamid, 1985
- Lygaeus celasensis Theobald, 1937
- Lygaeus coccineus Barber, 1923
- Lygaeus cognatus Walker, 1872
- Lygaeus creticus Lucas, 1853
- Lygaeus cruentatus Costa, 1839
- Lygaeus dasypus Heer, 1853
- Lygaeus daulus Zhang et al., 1994
- Lygaeus dearmasi Alayo, 1973
- Lygaeus degeni Distant, 1918
- Lygaeus deprehensus Von Heyden, 1859
- Lygaeus deucalionis Heer, 1853
- Lygaeus dichrous Montrouzier, 1855
- Lygaeus discifer Motschulsky, 1863
- Lygaeus dives Distant, 1918
- Lygaeus dohertyi Distant, 1904
- Lygaeus elongatiabdominalis Theobald, 1937
- Lygaeus equestris (Linnaeus, 1758). Prachtridderwants
- Lygaeus faeculentus Scudder, 1890
- Lygaeus flavescens Winkler & Kerzhner, 1977
- Lygaeus flavomarginatus Matsumura, 1913
- Lygaeus formosanus Shiraki, 1913
- Lygaeus formosus Blanchard, 1840
- Lygaeus fossitius von Heyden, 1858
- Lygaeus froeschneri Brailovsky, H., 1978
- Lygaeus gracilentus Förster, 1891
- Lygaeus gratiosus Förster, 1891
- Lygaeus hanseni (Jakovlev, 1883)
- Lygaeus inaequalis Walker, F., 1872
- Lygaeus kalmii Stål, 1874
- Lygaeus leucospilus Walker, F., 1870
- Lygaeus longiusculus Walker, F., 1872
- Lygaeus lugubris Montrouzier, 1855
- Lygaeus melanostolus (Kiritshenko, 1931)
- Lygaeus multiguttatus Herrich-Schaeffer, G.H.W., 1850
- Lygaeus murinus (Kiritshenko, 1914)
- Lygaeus mutilus Novák, 1878
- Lygaeus negus Distant, W.L., 1918
- Lygaeus nugatoria Kelso, 1937
- Lygaeus obscurellus Théobald, 1937
- Lygaeus obsolescens Scudder, 1890
- Lygaeus oppositus Brailovsky, H., 1978
- Lygaeus oreophilus (Kiritshenko, 1931)
- Lygaeus pallipes Wolff, 1804
- Lygaeus peruvianus Brailovsky, H., 1978
- Lygaeus pubicornis Fabricius, J.C., 1775
- Lygaeus quadratomaculatus Kirby, 1891
- Lygaeus reclivatus Say, 1825
- Lygaeus scabrosus Fabricius, J.C., 1775
- Lygaeus sexpustulatus (Fabricius, J.C., 1775)
- Lygaeus signatus Costa, A., 1862
- Lygaeus simulans Deckert, 1985. Valse prachtridderwants
- Lygaeus sinensis Reuter, O.M., 1888
- Lygaeus sipolisi Fallou, 1891
- Lygaeus sjostedti (Lindberg, 1934)
- Lygaeus slateri Gorski, L.J., 1968
- Lygaeus stabilitus Scudder, 1890
- Lygaeus taitensis Guerin, F.E., 1838
- Lygaeus teraphoides Jakovlev, 1890
- Lygaeus tinctus Heer, 1853
- Lygaeus tristriatus Herrich-Schaeffer, G.H.W., 1850
- Lygaeus truculentus Stål, 1862
- Lygaeus trux Stål, 1862
- Lygaeus turcicus Fabricius, 1803
- Lygaeus vaccaroi Mancini, C., 1954
- Lygaeus ventralis Heer, 1853
- Lygaeus vicarius Winkler & Kerzhner, 1977
- Lygaeus wangi Zheng & Zou, 1992